# Shafiqa Quraishi
Shafiqa Quraishi (Afganistan) és una activista pels drets de les dones afganes. Es va graduar a l'Acadèmia de Policia el 1982. Des de 2010 és coronela de policia i directora de Drets de Gènere, Drets Humans i Infància en el Ministeri de l'Interior de l'Afganistan. Va fundar i dirigir un grup de treball sobre l'Estratègia Nacional de Reclutament de Gènere de l'Afganistan, amb l'objectiu que cinc mil dones treballessin al Ministeri de l'Interior per millorar-lo i posar-lo al servei de les dones de l'Afganistan. També va treballar per obtenir més beneficis per a les dones treballadores com l'atenció infantil, l'assistència sanitària, la cura de maternitat, la seguretat i la capacitació. Va aconseguir millorar la situació de moltes dones que treballaven en la Policia Nacional afganesa que havien estat aprovades durant anys. A partir de 2011 és la policia més veterana de l'Afganistan. Quraishi va deixar de treballar mentre els talibans van estar al poder a l'Afganistan, des de mitjan dècada de 1990 fins a 2001. El 2010 va rebre el Premi Internacional Dona Coratge.